# Вршачка позоришна јесен
„Вршачка позоришна јесен” је српска телевизијска серија снимана од 2002. до 2015. године.

## Улоге
| Глумац                   | Улога                                                 |
| ------------------------ | ----------------------------------------------------- |
| Вања Радошевић           | Госпођа Зеленичка 3 (3 еп. 2002-2013)                 |
| Павле Петровић           | Шандор Лепршић / Лично / Жан, слуга (3 еп. 2002-2008) |
| Срђан Радивојевић        | Гавриловић (3 еп. 2006-2013)                          |
| Иван Ђорђевић            | Лично (2 еп. 2006-2013)                               |
| Драган Џанкић            | Лично (2 еп. 2006-2013)                               |
| Игор Минић               | Камп жртва (2 еп. 2006-2008)                          |
| Владана Савић            | Госпођица Јулија (1 еп. 2002)                         |
| Александар Дунић         | Лично (1 еп. 2006)                                    |
| Филип Гајић              | Лично (1 еп. 2006)                                    |
| Снежана Јеремић          | Лично (1 еп. 2006)                                    |
| Бојана Малкановић Удички | Госпођа Зеленичка 1 (1 еп. 2006)                      |
| Анђелија Николић         | Лично (1 еп. 2006)                                    |
| Мирчеа Оморан            | Лично (1 еп. 2006)                                    |
| Стефан Преда             | Камп жртва (1 еп. 2006)                               |
| Бојан Стефановић         | Камп жртва (1 еп. 2006)                               |
| Тамара Тамци             | Лично (1 еп. 2006)                                    |
| Слободан Ћустић          | (1 еп. 2008)                                          |
| Иван Џанкић              | (1 еп. 2008)                                          |
| Јована Божић             | (1 еп. 2013)                                          |

 Остале улоге ▼
| Глумац              | Улога                                                         |
| ------------------- | ------------------------------------------------------------- |
| Бојан Белић         | Лично (сегмент „Београд некад и сад”) (непознат број епизода) |
| Небојша Дугалић     | (непознат број епизода)                                       |
| Милан Лане Гутовић  | Лично (непознат број епизода)                                 |
| Петар Краљ          | (непознат број епизода)                                       |
| Наташа Нинковић     | Лично (непознат број епизода)                                 |
| Борис Пинговић      | (непознат број епизода)                                       |
| Снежана Удички      | (непознат број епизода)                                       |
| Миленко Заблаћански | Лично (непознат број епизода)                                 |

Комплетна ТВ екипа ▼
| Редитељ    | Станко Црнобрња       | (непознат број епизода) |
| Редитељ    | Филип Гајић           | (непознат број епизода) |
| Редитељ    | Миленко Заблаћански   | (непознат број епизода) |
| Сценариста | Мирослав Крлежа       |                         |
| Сценариста | Миленко Павлов        |                         |
| Сценариста | Јован Стерија Поповић |                         |
| Сценариста | Борисав Станковић     |                         |
| Сценариста | Миленко Заблаћански   |                         |